# Patrick Gaillard
 Patrick Gaillard  va ser un pilot de curses automobilístiques francès que va arribar a disputar curses de Fórmula 1.
Va néixer el 12 de febrer del 1952 a París, França.

## A la F1
Patrick Gaillard va debutar a la vuitena cursa de la temporada 1979 (la 30a temporada de la història) del campionat del món de la Fórmula 1, disputant l'1 de juliol del 1979 el G.P. de França al circuit de Dijon-Prenois.
Va participar en un total de cinc curses puntuables pel campionat de la F1, disputades totes a la temporada 1979, aconseguint una tretzena posició com millor classificació en una cursa i no assolí cap punt pel campionat del món de pilots.

## Resultats a la Fórmula 1
| Any  | Equip       | Xassís | Motor    | 1   | 2   | 3   | 4     | 5   | 6   | 7   | 8       | 9      | 10      | 11      | 12      | 13  | 14  | 15  | 16 | Posició | Punts |
| ---- | ----------- | ------ | -------- | --- | --- | --- | ----- | --- | --- | --- | ------- | ------ | ------- | ------- | ------- | --- | --- | --- | -- | ------- | ----- |
| 1979 | Team Ensign | Ensign | Cosworth | ARG | BRA | SUD | O.USA | ESP | BEL | MON | FRA NVQ | GBR 13 | ALE NVQ | AUT Ret | HOL NVQ | ITA | CAN | USA |    | -       | 0     |

### Resum
| Curses: | Victòries: | Pòdiums: | Poles: | Voltes ràpides: | Punts: |
| ------- | ---------- | -------- | ------ | --------------- | ------ |
| 5 (2)   | 0          | 0        | 0      | 0               | 0      |